# Yokoyama Takashi

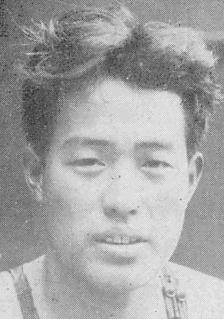
Yokoyama Takashi

Yokoyama Takashi (jap. 横山 隆志; * 24. Dezember 1913 in Kōchi, Präfektur Kōchi; † 14. April 1945) war ein japanischer Schwimmer.
Zusammen mit Toyoda Hisakichi, Yusa Masanori und Miyazaki Yasuji wurde er bei den Olympischen Spielen 1932 in Los Angeles Olympiasieger mit der 4 × 200-m-Freistilstaffel.

## Quelle
- Persönliche Daten
- Yokoyama Takashi in der Datenbank von Olympedia.org (englisch)